# Brian Agler

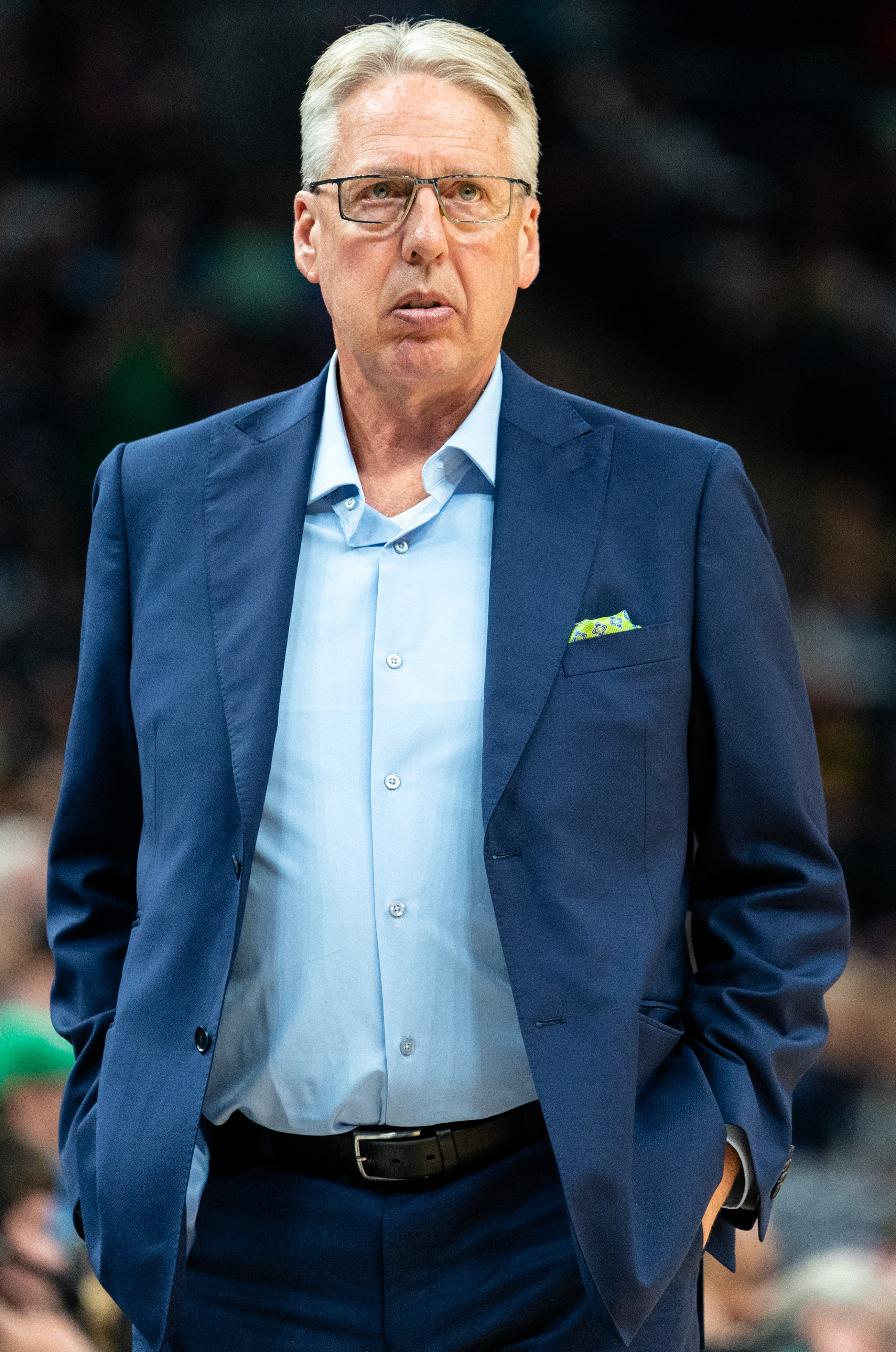
Brian Agler (2019)

Brian Agler (* 2. August 1958 in Wilmington (Ohio)) ist ein Basketballtrainer in den Vereinigten Staaten. Zurzeit ist er der Cheftrainer der Dallas Wings in der Women’s National Basketball Association.
Agler spielte als Point Guard an der Wittenberg University, mit der er 1977 die Meisterschaft der NCAA Division III gewann. Seine ersten 15 Jahre als Trainer war er am College tätig. Dort trainierte er Missouri-Kansas City, Northeast Oklahoma A&M und Kansas State. Ab 1996 war Agler als Coach bei den Columbus Quest in der American Basketball League tätig, die unter seiner Leitung zwei Mal die Meisterschaft gewannen. In der Saison 1997 wurde er zum ABL-Trainer des Jahres gewählt. Als die Liga nach der Saison 1998 aufgelöst wurde, wechselte er in die WNBA und wurde dort in der Saison 1999 Cheftrainer der Minnesota Lynx, die gerade der WNBA beigetreten waren. Er trainierte die Lynx bis zur Saison 2002, konnte aber in dieser Zeit keine großen Erfolge feiern. In der Saison 2004 war er der Assistenztrainer der Phoenix Mercury. Von 2005 bis 2007 übernahm er den Posten eines Assistenztrainers bei den San Antonio Silver Stars.
Von 2008 bis 2014 war er Cheftrainer der Seattle Storm, mit denen er in der Saison 2010 die WNBA-Meisterschaft gewinnen konnte. Außerdem wurde er 2010 zum Trainer des Jahres der WNBA gewählt. Ab der Saison 2015 war er Cheftrainer der Los Angeles Sparks. Unter seiner Leitung gewannen die Sparks 2016 die Meisterschaft. Nachdem Agler im November 2018 die Los Angeles Sparks verlassen hatte, übernahm er im Dezember 2018 das Traineramt der Dallas Wings.